# Bachana Tskhadadze
Bachana Tskhadadze (Tbilisi, 23 ottobre 1987) è un ex calciatore georgiano, di ruolo attaccante.

## Biografia
È il figlio di K'akhaber Tskhadadze.

## Carriera

### Nazionale
Ha esordito in Nazionale il 5 marzo 2014 nell'amichevole contro il Liechtenstein vinta 2-0: entrò nella ripresa al posto di Giorgi Chanturia.

## Palmarès

### Club

#### Competizioni nazionali
- Campionato azero: 1

İnter Baku: 2009-2010
- Coppa di Georgia: 1

Chikhura Sachkhere: 2017

#### Competizioni internazionali
- Coppa dei Campioni della CSI: 1

İnter Baku: 2011